# Schmiederite
La schmiederite è un minerale.